# Łuna 14
Łuna 14 (ros. Луна-14 - Księżyc-14) – radziecka sonda kosmiczna przeznaczona do badań Księżyca. Czwarty radziecki sztuczny satelita Księżyca.

## Przebieg misji
Start sondy nastąpił 7 kwietnia 1968 roku z kosmodromu Bajkonur w Kazachstanie. Łuna 14 na orbicie wokółksiężycowej znalazła się 10 kwietnia 1968 roku. Początkowe parametry lotu: peryselenium – 160 km, aposelenium – 870 km, nachylenie orbity – 42° i okres obiegu 2 godziny 40 minut.
Zadaniem Łuny 14 jako satelity Księżyca było przeprowadzenie badań dotyczących pola grawitacyjnego oraz uściślenia jego masy, ponadto przeprowadzono eksperymenty z łącznością Ziemia – satelita Księżyca – Ziemia; inne zadania sondy to pomiary promieniowania kosmicznego i strumieni cząstek naładowanych nadchodzących ze Słońca oraz otrzymanie dodatkowych informacji dla utworzenia dokładnej teorii ruchu Księżyca. Misja zakończyła się 10 kwietnia 1968 roku.